# Zell Miller

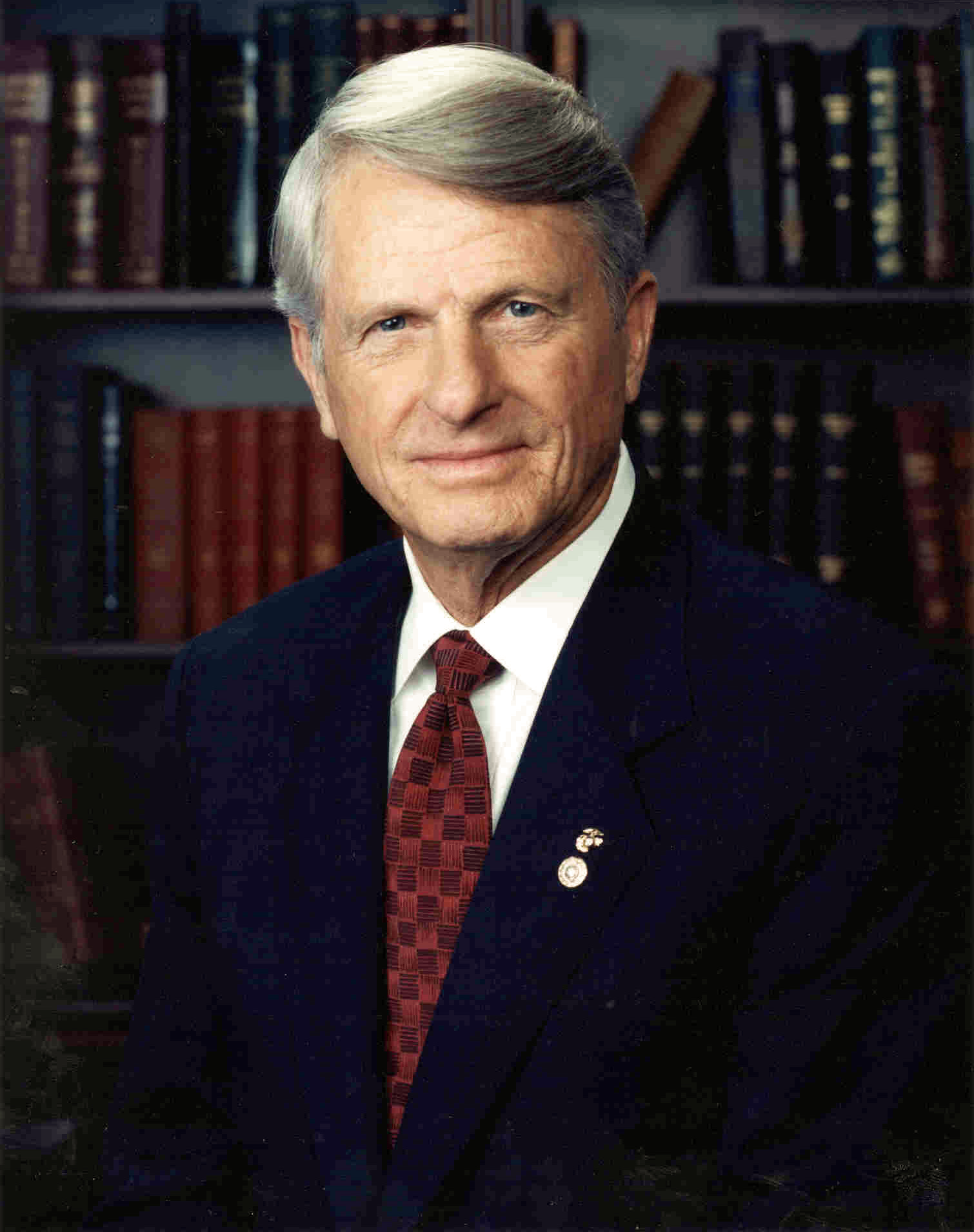
Zell Miller

Zell Bryan Miller (* 24. Februar 1932 in Young Harris, Towns County, Georgia; † 23. März 2018 ebendort) war ein US-amerikanischer Politiker. Als rechts stehender Demokrat übte er von 1991 bis 1999 das Amt des Gouverneurs von Georgia aus, anschließend vertrat er diesen US-Bundesstaat von 2000 bis 2005 im US-Senat. Er näherte sich ab 2003 den Republikanern an, insbesondere, als er bei der Republican National Convention 2004 auftrat und sich gegen den demokratischen Präsidentschaftskandidaten John Kerry aussprach.

## Familie, Ausbildung und Beruf
Miller wurde in Young Harris in Georgia geboren. Miller wurde nach dem Tod seines Vaters von seiner Mutter erzogen und erwarb den Master-Abschluss in Geschichte an der University of Georgia. In den 1950er Jahren diente er im Marine Corps als Sergeant. Die Dienstzeit als Marineinfanterist beeinflusste sein Leben, wie er später in einem Buch (Corps Values: Everything You Need to Know I Learned in the Marines) bekannte: „In den zwölf Wochen von Hölle und Umwandlung, die das Ausbildungslager des Marineinfanteriekorps waren, lernte ich den Wert, ein erfolgreiches Leben zu erreichen, der mich auf dem Weg geführt und gestützt, dem – obwohl er manchmal voller Hindernisse und Umwege war – ich immer gefolgt bin.“
Zell Miller war mit Shirley Carver Miller verheiratet. Sie hatten zwei Söhne.

## Politische Karriere
Miller war von 1959 bis 1960 Bürgermeister von Young Harris und wurde für zwei Amtsperioden in den Senat von Georgia gewählt. 1964 bemühte er sich erfolglos um die Nominierung seitens der Demokraten für einen Sitz im Repräsentantenhaus der Vereinigten Staaten. Miller lehrte Politikwissenschaft und Geschichte am Young Harris College, der Universität von Georgia und der Emory-Universität.
Millers erste Regierungserfahrung war die Funktion als Stabschef von Lester Maddox, des Gouverneurs von Georgia. Er wurde 1974 zum Vizegouverneur von Georgia gewählt und übte dieses Amt von 1975 bis 1991 vier Amtsperioden lang während der Amtszeiten der Gouverneure George Busee und Joe Frank Harris aus. 1980 forderte er erfolglos Herman Talmadge bei den Vorwahlen der Demokraten für seinen Sitz im US-Senat heraus.

### Gouverneur
Im Jahr 1990 wurde er zum Gouverneur von Georgia gewählt und schlug damit den Republikaner Johnny Isakson. In den Vorwahlen hatte er Andrew Young, den Bürgermeister von Atlanta, besiegt. James Carville war Millers Wahlkampfleiter.
1992 empfahl Miller den damaligen Gouverneur von Arkansas, Bill Clinton, als US-Präsident. In diesem Jahr hielt er bei der Democratic National Convention im Madison Square Garden in New York City eine programmatische Rede. In zwei immer wieder wiederholten Sätzen sagte Miller, dass der damalige US-Präsident George Bush „es einfach nicht versteht“ („just doesn’t get it“).
Während seiner Amtszeit als Gouverneur war Miller ein Förderer des allgemeinen Bildungswesens. Während dieser Zeit half er, das HOPE-Stipendium (begleicht die College-Unterrichtsgebühr von Schülern, die einen Notendurchschnitt von 3.0 in der High School erreicht hatten) zu gründen. Am 19. Dezember 1995 kündigte sein Büro das Vorhaben an, eine Milliarde Dollar zusätzlich für die Erziehung einzusetzen.
1992 war er der erste Gouverneur von Georgia, der öffentlich den Wunsch äußerte, das Schlachtsymbol der Konföderierten von der Staatsflagge zu entfernen. Er förderte die Gesetzgebung, die Flagge bei der Sitzung der allgemeinen Versammlung Georgias 1993 zu verändern, aber die Legislative nahm keine Änderungen vor. Miller ließ das Thema dann fallen, aber in der folgenden Wahl 1994 verwendete Millers republikanischer Konkurrent das Flaggenthema gegen ihn, indem er behauptete, dies sei der Beweis, dass Miller nicht mehr hinter den Werten und der Vergangenheit Georgias stünde. Miller gewann die Wahl knapp.
Später wurde seitens Presse und Medien behauptet, die Wahl von 1994 habe in ihm das Verlangen gestärkt, sich gesellschaftspolitisch als Konservativer zu beweisen. Als Nachweis galt seine Wandlung von einem Pro-Choice-Anhänger zu einem Pro-Life-Anhänger beim Thema Schwangerschaftsabbruch.

### Senat
Roy Barnes, Millers Nachfolger als Gouverneur, berief ihn im Juli 2000 als Nachfolger für den verstorbenen republikanischen Senator Paul Coverdell in den Senat. Am allgemeinen Wahltag im November 2000 stellte sich Miller der außerordentlichen Nachwahl für den Rest der Mandatszeit. Da Millers Vorgänger Coverdell 1998 für eine sechsjährige Periode gewählt worden war, reichte das Mandat bis Januar 2005. Miller gewann die Nachwahl im zunehmend konservativen Georgia. Obwohl die Kontrolle der Demokratischen Partei über die Politik Georgias während seiner Zeit als Vizegouverneur und Gouverneur abnahm (siehe Solid South), war Miller weiterhin beliebt, was seine parteiübergreifende Anziehungskraft zeigt.

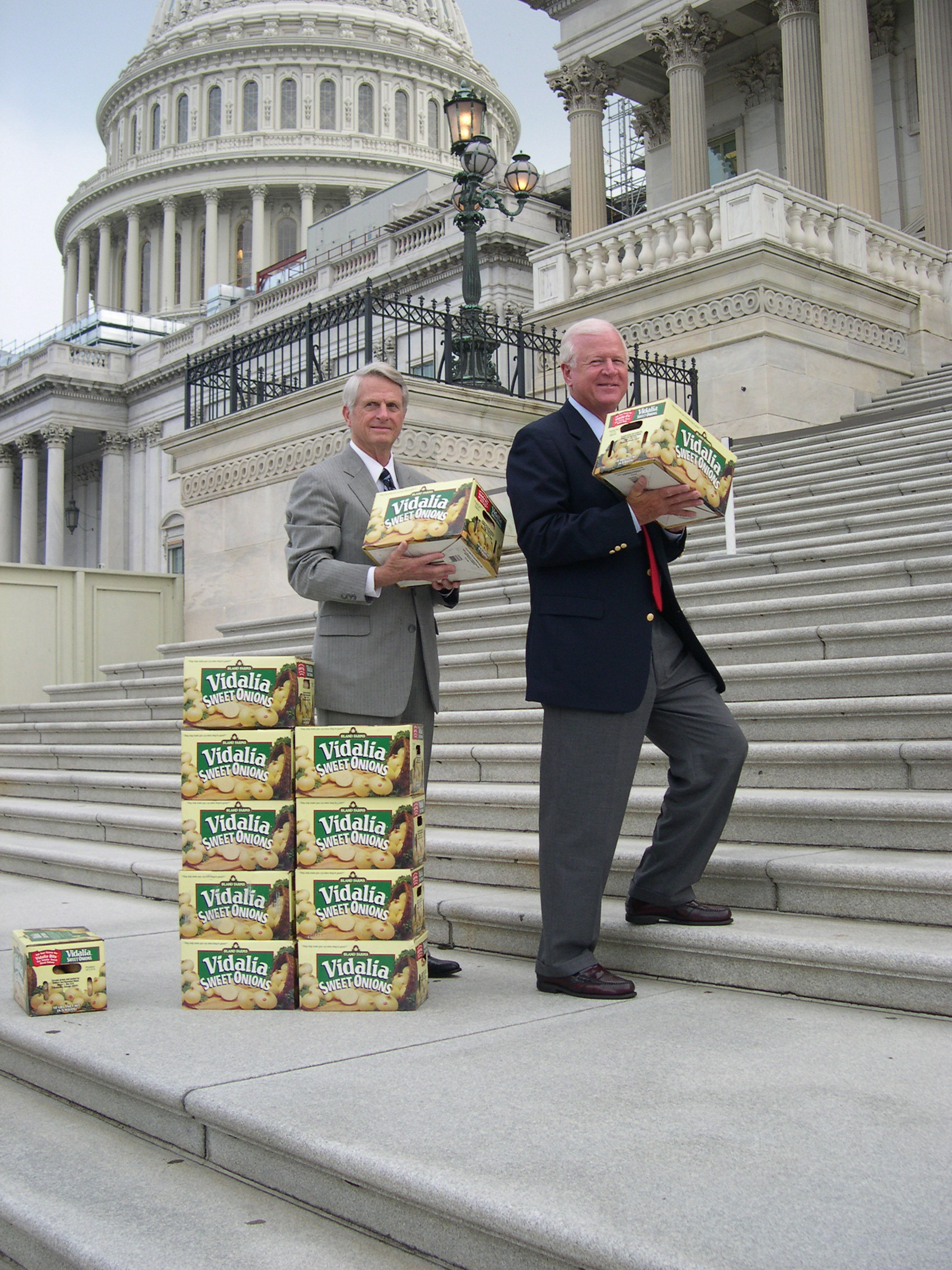
Miller (links) und Senator Saxby Chambliss (2004)

In den letzten Jahren seiner Karriere distanzierte sich Miller zunehmend von seiner Partei. Ab 2003 sprach er häufig Probleme an, die er in seiner eigenen Partei sah, und wechselte von der demokratischen in die republikanische Senatsfraktion. Im Präsidentschaftswahlkampf 2004 unterstützte Miller den republikanischen Amtsinhaber George W. Bush gegen seinen demokratischen Herausforderer John Kerry. Aufsehen erregte Millers Rede am 1. September 2004 beim Nominierungsparteitag der Republikaner, der Republican National Convention. Darin kritisierte Miller unter dem Jubel vieler Delegierter den Zustand der Demokratischen Partei scharf und behauptete, Kerrys Abstimmungsverhalten im Senat bedeute eine Schwächung des US-Militärs. Er fragte in Bezug auf Kerry: „Ist das der Mann, der Befehlshaber über unsere US-Streitkräfte werden möchte? US-Kräfte bewaffnet womit? Papierkrampen [Spitballs]?“ Der konservative Kommentator Michael Barone stellte die Rede im U.S. News & World Report in eine Reihe mit denen des US-Präsidenten Andrew Jackson. Die Rede sorgte für heftige Kritik und Distanzierung auch aus den Reihen der Republikaner, etwa von Senator John McCain. Miller absolvierte im Anschluss mehrere Wahlkampfauftritte für Bush.
Bei der nächsten regulären Wahl 2004 trat Miller jedoch nicht mehr an. Am 3. Januar 2005, dem Ende des 108. US-Kongresses, zog er sich aus der Politik zurück. Daraufhin beriet er das Unternehmen McKenna Long & Aldridge LLP und arbeitete als Kommentator für Fox News. Er unterstützte Kandidaten beider Parteien, zuletzt 2014 die Demokratin Michelle Nunn bei ihrer Kandidatur für den US-Senat.

## Positionen und Kontroversen
Miller war lange unter Gemäßigten, Konservativen und Liberalen gleichermaßen beliebt. Andere sahen Miller als opportunistisch und gewissenlos. Er bekam den Spitznamen „Zigzag Zell“. Beispielhaft für sein Hin- und Herwechseln: In den 1980ern arbeitete er zwei Jahre bei Georgias führender Anti-Lotterie-Gruppe, um während seiner Gouverneurskampagne 1990 Unterstützung für eine Lotterie auszusprechen. Der frühere Präsident Jimmy Carter war der Meinung, dass Miller von gemäßigten Ansichten in seiner ersten Gouverneursamtszeit zu einem „Schwarz-und-Weiß-Konservativen“ in seiner zweiten Amtszeit gewechselt sei und wegen seines Mangels an Idealen und seiner Widersprüchlichkeiten kein echter Demokrat sei. Auf nationaler Ebene traf ihn der Vorwurf des Hin- und Herwechselns häufig nach seiner Entscheidung, Bush zu unterstützen. So bezichtigte er etwa John Kerry, die nationale Verteidigung schwächen und „gegen den Krieg von gestern kämpfen“ zu wollen. Bei einem Dinner in Atlanta 2001 hatte er jedoch noch gesagt, dass Kerry „einer der größten Helden der Nation, eine der bekanntesten und größten Führungskräfte seiner Partei – und ein guter Freund“ sei, der dafür gearbeitet habe, „das Militär zu stärken“. 2002 nannte Miller in einem Leitartikel für die Zeitung Atlanta Journal-Constitution Bedingungen, um den Irakkrieg zu unterstützen, und führte Bedenken einiger Einwohner Georgias an: Bush solle beweisen, dass der Irak sich nicht beherrschen könne; er solle die Unterstützung von mehreren Seiten absichern; und er solle versichern, dass es kein Krieg wegen Öl sei. Einige Tage später stimmte Miller für den Irakkrieg, obwohl keine der Bedingungen erfüllt war, und unterstützte fortan leidenschaftlich den Krieg, während er dessen Gegner kritisierte.
Miller agierte als US-Senator zunehmend konservativ und fand sich häufig im Widerspruch zu seiner Partei; er wechselte von der demokratischen zur republikanischen Fraktion (Caucus). 2004 unterstützte er das Gesetzesvorhaben, die Verfassung um einen Zusatz zu erweitern, der die Ehe als Verbindung zweier Menschen unterschiedlichen Geschlechts definiert hätte und damit homosexuellen Partnerschaften den Weg zur Ehe verschlossen hätte. Terry McAuliffe, der Vorsitzende des Democratic National Committee, warf ihm vor, seine Partei anzugreifen, um Bücher zu verkaufen, und drängte Miller, die Partei zu wechseln. In seinem Buch „A National Party No More“ („keine nationale Partei mehr“) charakterisierte Miller sich 2003 als letzten „Truman-Demokraten“. Im Februar 2004 führte Miller Probleme der amerikanischen Gesellschaft auf „Mangel an Anstand“ zurück und veröffentlichte später ein Buch mit diesem Titel („Deficit of Decency“). Er nannte beispielhaft Rap-Musik, die Entweihung der amerikanischen Flagge, homosexuelle Eheschließung und eine unchristliche Regierung.
Nach Bushs Wiederwahl im November 2004 rief Miller seine Partei in einem Leitartikel für die Washington Times dazu auf, ihre Botschaft zu ändern, da sich die Mehrheit der Amerikaner nicht mit ihr identifizieren könne:

„Profaner Sozialismus, hohe Steuern, große Ausgaben, schwache Verteidigung, grenzenlose Klagen und schwere Regulierung – diese Beagle-Meute hat seit Jahren keinen Hasen im Süden oder Mittleren Westen gefangen.“

## Tod
Miller starb am 23. März 2018 in seiner Heimatstadt Young Harris an den Folgen der Parkinson'schen Krankheit.
An seiner Beerdigung nahmen drei ehemalige US-Präsidenten (Bill Clinton, Jimmy Carter und George W. Bush) teil. Clinton meinte in seiner Rede, er habe Miller „nicht nur gemocht, sondern bewundert“. Miller habe „den guten Kampf gekämpft“.

## Schriften
- 1975: Mountains Within Me.
- 1983: Great Georgians.
- 1985: They Heard Georgia Singing.
- 1997: Corps Values: Everything You Need to Know I Learned In the Marines.
- 1999: The First Battalion of the 28th Marines on Iwo Jima: A Day-By-Day History from Personal Accounts and Official Reports, With Complete Muster Rolls. Auch von Robert E. Allen.
- 2003: A National Party No More: The Conscience of a Conservative Democrat. ISBN 0-9745376-1-6.
- 2005: A Deficit Of Decency. ISBN 0-9745376-3-2.